# タイタンII (ミサイル)
タイタンII(Titan II)はアメリカ合衆国が開発した大陸間弾道ミサイル(ICBM)。タイタンIの発展型であり、LGM-25Cの記号が与えられ、アメリカ空軍で運用された。また、派生型は宇宙船打ち上げ用のタイタンロケットとしてアメリカ航空宇宙局などで用いられている。

## 概要
タイタンIの発展型であり、液体燃料ロケットを用いた二段式のミサイルである。開発はSM-68Bとして1959年10月に開始された。初飛行は1962年3月12日に行われている。
タイタンIは酸化剤に液体酸素を用いていたため、常温保管ができず、ミサイルへの充填は発射直前に行なう必要があるなど運用に難があった。タイタンIIは酸化剤に四酸化二窒素 (N2O4)、燃料にエアロジン-50（ヒドラジン）を用い、常温保管が可能となり、即応性が向上した。この組み合わせはハイパーゴリック推進剤であり、劇薬でもあるため、慎重な扱いが必要であり、1978年と1980年の2回、燃料漏れ事故を起こし、死者が出ている。
ミサイルの改良や推進剤の変更に伴い、全体重量はタイタンIの約100tから約150tへと大幅に増大している。単弾頭ミサイルであり、弾頭はMk.6再突入体にW53核弾頭（重量6,200ポンド、核出力：9Mt）を搭載している。タイタンIのW38核弾頭（核出力3.75Mt）よりも大威力化された。また、地下のミサイルサイロからのホットローンチ方式を採用したため、即応性は大きく向上し発射準備には60秒ほどしか必要なかった。慣性航法装置を採用したため、外部からの誘導修正が不要で、ミサイルの複数同時発射も可能となっている。
1963年から戦略航空軍団への引渡しが行なわれ、ヴァンデンバーグ空軍基地などアメリカ合衆国本土の基地に配備された。最大時で63基が配備に付いている。1982年から退役が開始され、新型のピースキーパーの配備が進んだ後、1987年に退役が完了した。
退役したミサイルの一部は、再整備・改良のうえ、タイタン23Gと命名された。打ち上げロケットとして1988年から使用され、13回の打ち上げを行なっている。
アリゾナ州では廃棄されたタイタンIIのミサイルサイロが博物館(The Titan Missile Museum)として開放されている。
また、有人宇宙飛行のジェミニ計画用の打上げロケットとして派生型のタイタンII GLVが1964年から1966年にかけて用いられている。

## 要目
- 全長：31.4m
- 重量：154t
- ペイロード：3.6t
- 射程：16,000km

一段目
- 全長：21.4m
- 胴体直径：3.05m
- エンジン：アエロジェット LR-87-AJ-5 ロケットエンジン2基
- 噴射時間：156秒

二段目
- 全長：9.8m
- エンジン：アエロジェット LR-91-AJ-5 ロケットエンジン1基
- 噴射時間：180秒